# Élections constituantes tunisiennes de 2011
Les élections constituantes tunisiennes de 2011, connues pour être les premières élections démocratiques en Tunisie, permettent de désigner 217 membres chargés de rédiger et adopter une nouvelle Constitution.
La campagne électorale est ouverte le 1er octobre et s'achève le 21 octobre, le scrutin se déroulant au système proportionnel à un tour, du 20 au 23 octobre. 11 686 candidats se présentent sur un total de 1 517 listes.
Au terme de l'élection, le parti islamiste Ennahdha obtient la majorité relative des sièges. À la suite de l'adoption de la loi sur l'organisation des pouvoirs publics, le secrétaire général d'Ennahdha, Hamadi Jebali, est nommé chef du gouvernement et forme un gouvernement de coalition avec le Congrès pour la République et Ettakatol.

## Contexte
Ces élections, les premières élections libres et transparentes qu'a connues la Tunisie depuis sa fondation, font suite à la révolution de 2011 déclenchée par l'immolation de Mohamed Bouazizi et qui met fin au régime de Zine el-Abidine Ben Ali. Les dernières élections sous sa présidence étaient les législatives et la présidentielle de 2009.
Pour la première fois dans l'histoire du pays, une instance indépendante, l'Instance supérieure indépendante pour les élections, est chargé de l'organisation et du bon déroulement du scrutin en lieu et place du ministère de l'Intérieur. Cette instance est élue par une autre instance issue de la révolution, la Haute instance pour la réalisation des objectifs de la révolution, de la réforme politique et de la transition démocratique.

## Définition du processus électoral

### Convocation
Le 3 mars 2011, le président par intérim Fouad Mebazaa annonce l'élection, le 24 juillet suivant, d'une assemblée constituante, la qualifiant d'« entrée dans une nouvelle ère ».
En effet, il estime que la Constitution en vigueur « ne répond plus aux aspirations du peuple après la révolution » et « constitue un obstacle à des élections transparentes ». Cette idée était une revendication du Conseil de la protection de la révolution, collectif de partis politiques, de l'Union générale tunisienne du travail et d'organisations de la société civile.

### Définition du Code électoral
La Haute instance pour la réalisation des objectifs de la révolution, de la réforme politique et de la transition démocratique, présidée par Yadh Ben Achour et composée de représentants des mouvements politiques, de la société civile et des diverses régions « qui ont participé à la révolution ou l'ont soutenue », est chargée de définir les modalités de son élection.
Le texte proposé définit une élection au scrutin proportionnel avec 33 circonscriptions : chaque gouvernorat est considéré comme une circonscription, à l'exception de ceux de Tunis, Sfax et Nabeul qui sont découpés en deux circonscriptions et de six circonscriptions également prévues pour la communauté tunisienne à l'étranger qui élira 18 des 217 membres.
Chaque circonscription reçoit un quota de quatre à dix sièges en fonction de sa population, soit un pour 60 000 habitants, avec une bonification d'un siège pour les gouvernorats de l'intérieur du pays.

### Débats
Le texte exige également que chaque liste respecte la parité entre les sexes. Par ailleurs, aucun membre du gouvernement ou du Rassemblement constitutionnel démocratique (RCD), le parti dominant de l'ancien régime, n'est autorisé à se présenter.
Le Premier ministre Béji Caïd Essebsi propose le 26 avril un amendement par rapport à la décision de l'instance concernant l'exclusion des anciens membres du RCD en réduisant sa portée aux dix dernières années, déclarant « que de nombreux responsables ont été réprimés par le régime de Ben Ali et que d'autres connus pour leur militantisme pour la défense des droits de l'homme mais qui ont assumé des fonctions au début de l'ère Ben Ali en seraient injustement affectés ». Il annonce toutefois son extension aux personnes ayant travaillé à la présidence de la République et indique qu'une liste nominative des personnes concernées sera publiée.
Cet amendement est toutefois rejeté par l'instance qui confirme sa décision le 29 avril ; un compromis est adopté le 6 mai : il exclut toute candidature de membres du gouvernement, à l'exception des ministres n'ayant pas appartenu au RCD, de personnes ayant occupé des postes de responsabilité au sein du RCD ou qui ont appelé l'ancien président à se représenter à l'élection prévue originellement en 2014.
La liste des fonctions au sein du RCD concernées par l'interdiction de se présenter à l'élection est fixée par décret le 3 août.

### Date du scrutin

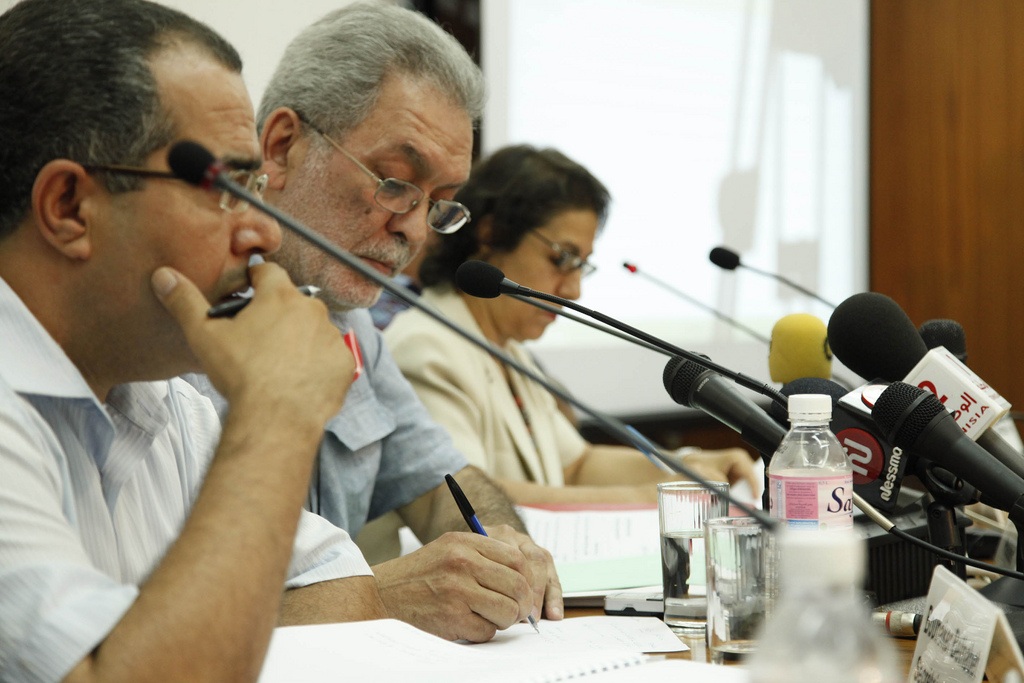
Kamel Jendoubi, président de l'Instance supérieure indépendante pour les élections, lors d'une conférence de presse.

Le 8 mai, Béji Caïd Essebsi exprime la crainte que la date initiale de l'élection, le 24 juillet, ne soit repoussée avant de se raviser le 18 mai. Le 22 mai, le président de l'Instance supérieure indépendante pour les élections (Isie), Kamel Jendoubi, demande de la repousser au 16 octobre, ce que le gouvernement refuse le 24 mai, peu de partis étant en faveur de cette proposition. Le gouvernement confirme par ailleurs qu'un décret appelant les électeurs aux urnes le 24 juillet avait été signé par le président Mebazaa le 20 mai et publié au Journal officiel de la République tunisienne le 24. Cependant, Jendoubi insiste en indiquant que « l'éventualité de l'organisation de ces élections le 24 juillet prochain n'est pas envisagée dans le calendrier établi », arguant de la nécessité de préparer les listes électorales et de renouveler quelque 400 000 cartes d'identité. En réaction, Ennahdha annonce son retrait de la Haute instance pour la réalisation des objectifs de la révolution, de la réforme politique et de la transition démocratique.
Le 8 juin, Béji Caïd Essebsi annonce officiellement la tenue des élections pour le 23 octobre 2011. Les Tunisiens de l'étranger doivent voter pour leur part du 20 au 22 octobre. La plupart des partis approuvent la nouvelle date, y compris Ennahdha, le Parti démocrate progressiste, le mouvement Ettajdid, Al Majd, le Parti communiste des ouvriers de Tunisie et le Parti social-libéral.

### Vote des Tunisiens du Canada
En septembre, un problème se pose au Canada où le gouvernement communique qu'il n'autorisera pas la Tunisie à ouvrir des bureaux de vote sur son territoire car il refuse que son territoire soit inclus dans la circonscription électorale d'un autre pays ; le ministre des Affaires étrangères, John Baird, considère cette position comme une question de souveraineté nationale.
En réponse, la Tunisie menace de refuser l'accréditation d'observateurs canadiens pour surveiller le déroulement du scrutin, avant de se raviser et de les accréditer. Le 18 octobre, un accord est conclu entre les deux pays pour permettre aux Tunisiens vivant au Canada de voter à Ottawa dans les locaux consulaires et diplomatiques de l'ambassade de Tunisie, ainsi qu'à Montréal au consulat tunisien et dans un centre familial lui appartenant.

## Calendrier électoral

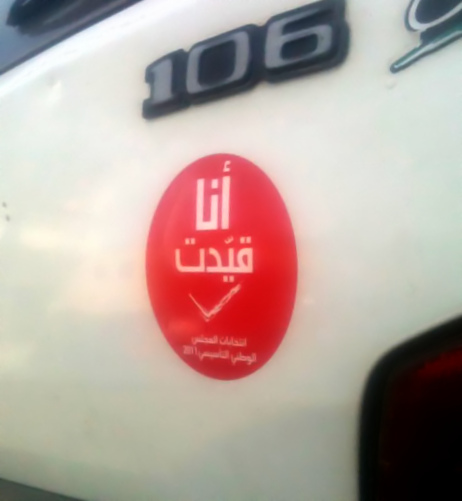
Ena Qayedt ou « Je me suis inscrit », autocollant incitant à l'inscription électorale.

Un calendrier original a été défini comme suit par l'Instance supérieure indépendante pour les élections :
- 11 juillet 2011 : Démarrage des inscriptions sur les listes électorales ;
- 14 août 2011 : Clôture des inscriptions ;
- 20 août 2011 : Vérification des listes des électeurs ;
- 20 août 2011 : Publication du décret de convocation des électeurs ;
- 1er octobre 2011 : Lancement de la campagne électorale ;
- 12 octobre 2011 : Clôture des opérations d'inscriptions exceptionnelles ;
- 15 octobre 2011 : Affichage des listes électorales définitives ;
- 20-22 octobre 2011 : Vote des Tunisiens résidant à l'étranger[26] ;
- 21 octobre 2011 : Clôture de la campagne électorale ;
- 23 octobre 2011 : Élection de l'Assemblée constituante.

## Circonscriptions électorales
| Circonscription      | Circonscription                | Composition | Sièges |
| -------------------- | ------------------------------ | --- | ------ |
| Tunisie (199 sièges) | Ariana                         | Gouvernorat de l'Ariana | 8      |
| Tunisie (199 sièges) | Béja                           | Gouvernorat de Béja | 6      |
| Tunisie (199 sièges) | Ben Arous                      | Gouvernorat de Ben Arous | 10     |
| Tunisie (199 sièges) | Bizerte                        | Gouvernorat de Bizerte | 9      |
| Tunisie (199 sièges) | Gabès                          | Gouvernorat de Gabès | 7      |
| Tunisie (199 sièges) | Gafsa                          | Gouvernorat de Gafsa | 7      |
| Tunisie (199 sièges) | Jendouba                       | Gouvernorat de Jendouba | 8      |
| Tunisie (199 sièges) | Kairouan                       | Gouvernorat de Kairouan | 9      |
| Tunisie (199 sièges) | Kasserine                      | Gouvernorat de Kasserine | 8      |
| Tunisie (199 sièges) | Kébili                         | Gouvernorat de Kébili | 5      |
| Tunisie (199 sièges) | La Manouba                     | Gouvernorat de la Manouba | 7      |
| Tunisie (199 sièges) | Le Kef                         | Gouvernorat du Kef | 6      |
| Tunisie (199 sièges) | Mahdia                         | Gouvernorat de Mahdia | 8      |
| Tunisie (199 sièges) | Médenine                       | Gouvernorat de Médenine | 9      |
| Tunisie (199 sièges) | Monastir                       | Gouvernorat de Monastir | 9      |
| Tunisie (199 sièges) | Nabeul 1                       | Gouvernorat de Nabeul - délégations de Nabeul, Dar Chaâbane El Fehri, Béni Khiar, Korba, Menzel Temime, El Mida, Kélibia, Hammam Ghezèze et El Haouaria                  | 7      |
| Tunisie (199 sièges) | Nabeul 2                       | Gouvernorat de Nabeul - délégations de Takelsa, Soliman, Menzel Bouzelfa, Béni Khalled, Grombalia, Bou Argoub et Hammamet                                                | 6      |
| Tunisie (199 sièges) | Sfax 1                         | Gouvernorat de Sfax - délégations de Sakiet Ezzit, Sakiet Eddaïer, Kerkennah, Jebiniana, El Amra, El Hencha, Menzel Chaker et Bir Ali Ben Khalifa                        | 7      |
| Tunisie (199 sièges) | Sfax 2                         | Gouvernorat de Sfax - délégations de Sfax Ouest, Sfax Sud, Sfax Ville, Agareb, Thyna, Mahrès, Skhira et Graïba                                                           | 9      |
| Tunisie (199 sièges) | Sidi Bouzid                    | Gouvernorat de Sidi Bouzid | 8      |
| Tunisie (199 sièges) | Siliana                        | Gouvernorat de Siliana | 6      |
| Tunisie (199 sièges) | Sousse                         | Gouvernorat de Sousse | 10     |
| Tunisie (199 sièges) | Tataouine                      | Gouvernorat de Tataouine | 4      |
| Tunisie (199 sièges) | Tozeur                         | Gouvernorat de Tozeur | 4      |
| Tunisie (199 sièges) | Tunis 1                        | Gouvernorat de Tunis - délégations de Médina, Bab El Bhar, Bab Souika, Séjoumi, Ezzouhour, Hraïria, Sidi Hassine, El Ouardia, El Kabaria, Sidi El Béchir, Djebel Jelloud | 9      |
| Tunisie (199 sièges) | Tunis 2                        | Gouvernorat de Tunis - délégations de Carthage, El Omrane, El Omrane supérieur, Ettahrir, El Menzah, Cité El Khadra, Le Bardo, La Goulette, Le Kram et La Marsa          | 8      |
| Tunisie (199 sièges) | Zaghouan                       | Gouvernorat de Zaghouan | 5      |
| Étranger (18 sièges) | France 1                       | France - consulats de Paris, Pantin et Strasbourg | 5      |
| Étranger (18 sièges) | France 2                       | France - consulats de Lyon, Toulouse, Grenoble, Nice et Marseille | 5      |
| Étranger (18 sièges) | Italie                         | Italie | 3      |
| Étranger (18 sièges) | Allemagne                      | Allemagne | 1      |
| Étranger (18 sièges) | Amériques et reste de l'Europe | Amériques et reste de l'Europe | 2      |
| Étranger (18 sièges) | Pays arabes et autres          | Pays arabes et autres | 2      |

### Listes
Au terme du dépôt des listes, 11 686 candidats sont enregistrés sur 1 517 listes dont 828 listes de partis, 655 indépendantes et 34 de coalitions.
| Parti | Parti                                                              | Chef de file        | Chef de file                                                                     | Idéologie                                              |
| ----- | ------------------------------------------------------------------ | ------------------- | -------------------------------------------------------------------------------- | ------------------------------------------------------ |
|       | Ennahdha                                                           | Rached Ghannouchi   | Rached Ghannouchi                                                                | Islam politique, conservatisme, libéralisme économique |
|       | Congrès pour la République                                         | Moncef Marzouki     | Moncef Marzouki                                                                  | Social-démocratie, nationalisme arabe                  |
|       | Pétition populaire pour la liberté, la justice et le développement | Hechmi Hamdi        | Hechmi Hamdi                                                                     | Islamisme                                              |
|       | Ettakatol                                                          | Mustapha Ben Jaafar | Mustapha Ben Jaafar                                                              | Social-démocratie                                      |
|       | Parti démocrate progressiste                                       | Maya Jribi          | Maya Jribi                                                                       | Centre gauche, social-démocratie, social-libéralisme   |
|       | L'Initiative                                                       | Kamel Morjane       | Kamel Morjane                                                                    | Centrisme                                              |
|       | Afek Tounes                                                        | Mohamed Louzir      | Mohamed Louzir                                                                   | Libéralisme                                            |
|       | Parti communiste des ouvriers de Tunisie                           | Hamma Hammami       | Hamma Hammami                                                                    | Communisme, marxisme-léninisme                         |
|       | Union patriotique libre                                            | Slim Riahi          | Slim Riahi                                                                       | Libéralisme                                            |
|       | Mouvement des démocrates socialistes                               |                     | Ahmed Khaskhoussi (frange 6e congrès) Mohamed Ali Khalfallah (frange 9e congrès) | Social-démocratie                                      |
|       | Al-Watan                                                           | Mohamed Jegham      | Mohamed Jegham                                                                   | Centrisme                                              |
|       | Mouvement Ettajdid / Pôle démocratique moderniste                  | Ahmed Brahim        | Ahmed Brahim                                                                     | Social-démocratie, socialisme                          |

### Observateurs
Plus de 10 000 observateurs tunisiens et 500 observateurs internationaux sont mobilisés afin de veiller au bon déroulement du processus électoral ; ceci inclut des délégations de l'Organisation pour la sécurité et la coopération en Europe, de l'Union européenne et de la Fondation Carter.

### Thèmes de campagne

#### Islam et laïcité

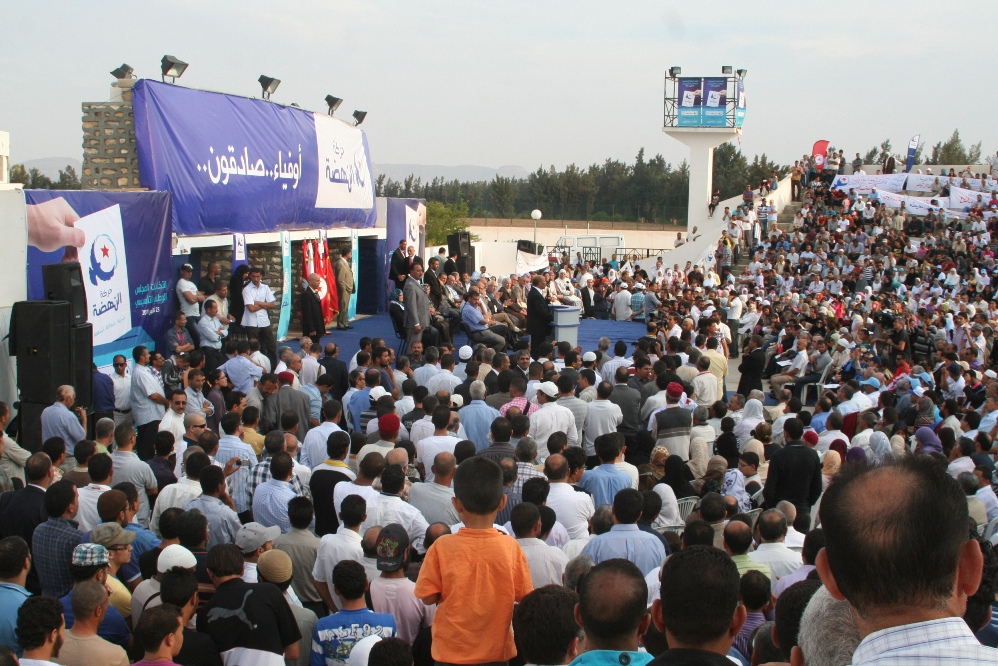
Rassemblement politique du parti Ennahdha à Sidi Bouzid.

Bien que la révolution ait été largement liée à des problématiques économiques, le principal thème de campagne est le rôle de la laïcité et de l'islam dans la vie publique. Après la chute du régime de Zine el-Abidine Ben Ali, les restrictions liées au port du voile sont levées. Dans ce contexte, beaucoup de partis laïcs sont formés après la dissolution du parti de Ben Ali.
Si Ennahdha se présente comme un parti islamiste modéré, qui vise une démocratie islamique garantissant les libertés civiles et l'égalité, les laïcs affirment que le parti mettrait en danger les droits civils s'il parvenait au pouvoir. Ils sont notamment alarmés par des manifestations organisées par des jeunes Tunisiens contre la diffusion par la chaîne de télévision Nessma du film Persepolis ; un passage montre en effet une représentation de Dieu, ce qui est considéré comme blasphématoire dans l'islam. Ennahdha condamne cette violence mais maintient que le film a « touché tout ce qui est sacré pour les Tunisiens ».

#### Financement des partis
Le 3 août 2011, les modalités de financement des listes candidates sont fixées par décret : chaque liste reçoit une aide publique fixée à 35 dinars par millier d'électeurs inscrits dans les circonscriptions de moins de 200 000 électeurs, à 25 dinars dans les circonscriptions de 200 000 électeurs et plus ; le montant total des dépenses autorisées pour chaque liste est plafonné à trois fois l'aide publique reçue. Le montant consacré au financement de la campagne s'élève ainsi à un total de 9,5 millions de dinars, le tout étant placé sous le contrôle conjoint de la Cour des comptes et de l'Instance supérieure indépendante pour les élections. Tout financement d'origine étrangère est par ailleurs interdit.
L'origine du financement des partis joue toutefois un rôle important dans la campagne. Le Parti démocrate progressiste avance qu'Ennahdha a mené sa campagne injustement car il a reçu des fonds de milliardaires du Golfe Persique, ce que nie Ennahdha en indiquant qu'il a simplement utilisé son argent et levé des fonds plus efficacement en raison du soutien plus important qui lui est apporté. Au contraire, ce parti souligne que ses opinions modérées lui ont aliéné beaucoup de soutiens dans le Golfe, qui adhèrent à des thèses salafistes et wahhabites. D'autres avancent que le Parti démocrate progressiste et l'Union patriotique libre (fondée par un homme d'affaires libyen né en Tunisie) ont eux-mêmes reçu des financements injustes puisqu'ils bénéficient du soutien des riches milieux d'affaires tunisiens.

#### Forme de gouvernement
Comme l'Assemblée constituante doit travailler sur une nouvelle Constitution, les candidats présentent différentes propositions quant à la forme de gouvernement qu'ils privilégient pour le futur système politique. Ennahdha privilégie un régime parlementaire avec un Premier ministre fort, s'inspirant en cela de l'Allemagne et de la Turquie. Au contraire, le Parti démocrate progressiste et le Congrès pour la République parmi d'autres favorisent une république semi-présidentielle sur le modèle français.

### Sondages d'opinion
Tous les sondages d'opinion publiés avant et durant la campagne montrent qu'une large partie de la population n'a pendant longtemps pas déterminé son choix. Dans ce contexte, Ennahdha se place systématiquement en première position, suivi par le Parti démocrate progressiste, Ettakatol et le Congrès pour la République. De manière générale, les partis fondés avant la révolution obtiennent de meilleurs scores que ceux fondés par la suite.
Dans un sondage en partie commandé par Al Jazeera, 47 % des répondants disent s'identifier clairement à l'islamisme, 19 % au nationalisme arabe et 19 % au libéralisme ; seuls 6 % se déclarent respectivement en faveur du communisme ou du socialisme. Un autre sondage publié le 10 octobre montre que 57 % des répondants sont favorables à un référendum pour donner une limite dans le temps au mandat de l'assemblée, alors que 18,6 % y sont hostiles.
Bien que les résultats varient d'un sondage à l'autre, il est généralement admis qu'Ennahdha remporte le plus de suffrages. La plupart des indécis se sont tournés vers les partis laïcs de centre gauche alors que le soutien à Ennahdha est resté stable. À partir du début septembre, les sondages montrent une course serrée entre Ennahdha et une coalition potentielle de partis laïcs.
| Date           | Institut                    | Taille du panel | Ennahdha | PDP    | Ettakatol | CPR    | Al-Watan | L'Initiative | UPL    | Ettajdid / PDM | PCOT   | Afek   | MDS    |
| -------------- | --------------------------- | --------------- | -------- | ------ | --------- | ------ | -------- | ------------ | ------ | -------------- | ------ | ------ | ------ |
| Date           | Institut                    | Taille du panel |          |        |           |        |          |              |        |                |        |        |        |
| Mars 2011      | ANSAmed                     | 1 021           | 29 %     | 12,3 % | -         | -      | -        | -            | -      | 7,5 %          | -      | -      | -      |
| Juin 2011      | Sigma                       | 1 014           | 16,9 %   | 9,5 %  | 3,5 %     | 3,0 %  | 3,1 %    | 0,4 %        | -      | 1,0 %          | 1,5 %  | 0,9 %  | -      |
| Juin 2011      | Emrhod Consulting Institute | 1 000           | 45,8 %   | 20,3 % | -         | 7,3 %  | -        | -            | -      | 11,1 %         | 12,5 % | -      | -      |
| Juillet 2011   | Al Jazeera                  | 1 244           | 21,0 %   | 8,0 %  | -         | -      | -        | -            | -      | -              | 5,0 %  | -      | -      |
| Août 2011      | ISTIS                       | 2 717           | 22,82 %  | 8,66 % | 5,93 %    | 1,26 % | 1,62 %   | 1,09 %       | 0,83 % | 1,37 %         | 2,28 % | 0,82 % | 3,14 % |
| Septembre 2011 | Sigma                       | 2 513           | 22,8 %   | 10,9 % | 9,2 %     | 4,5 %  | 3,1 %    | 3,1 %        | 1,7 %  | 1,3 %          | 0,8 %  | 0,7 %  | -      |
| Septembre 2011 | OTTD                        | ?               | 25 %     | 16 %   | 14 %      | 8 %    | -        | -            | -      | -              | 3 %    | 3 %    | -      |
| Septembre 2011 | HSS                         | 1 035           | 25 %     | 16 %   | 14 %      | 8 %    | 3 %      | 3 %          | 3 %    | 3 %            | 3 %    | 2 %    | -      |

## Votes

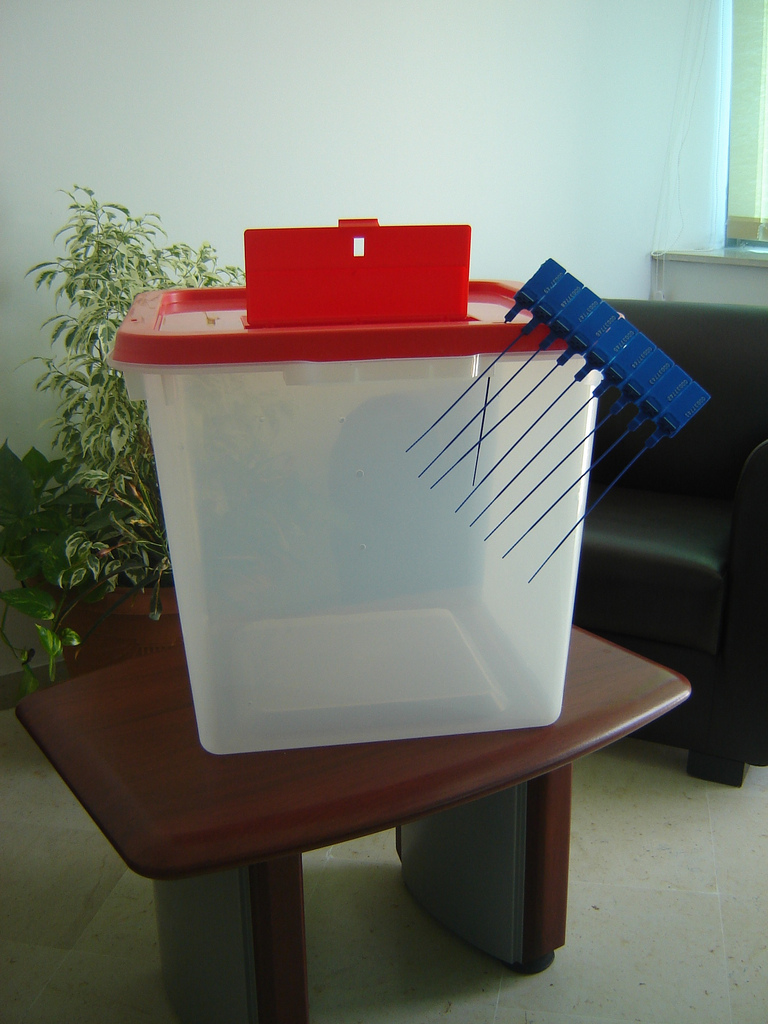
Urne officielle du scrutin.

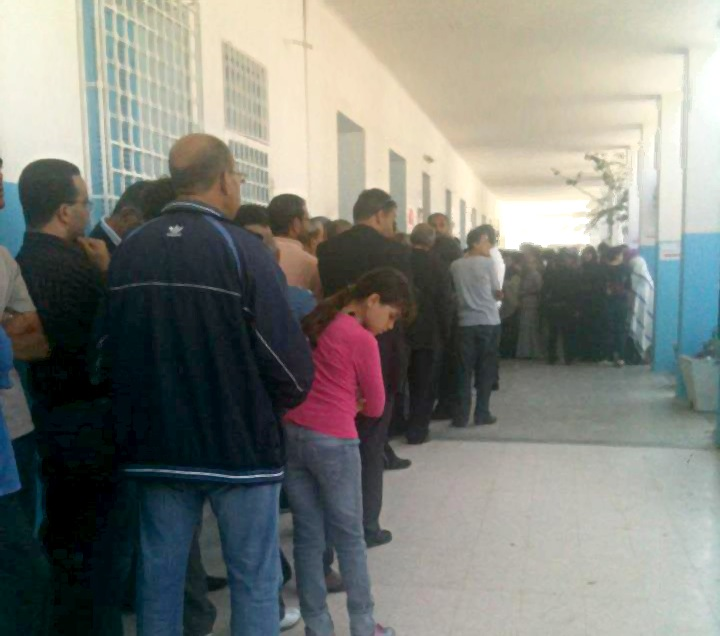
Files d'attente séparées devant un bureau de vote.

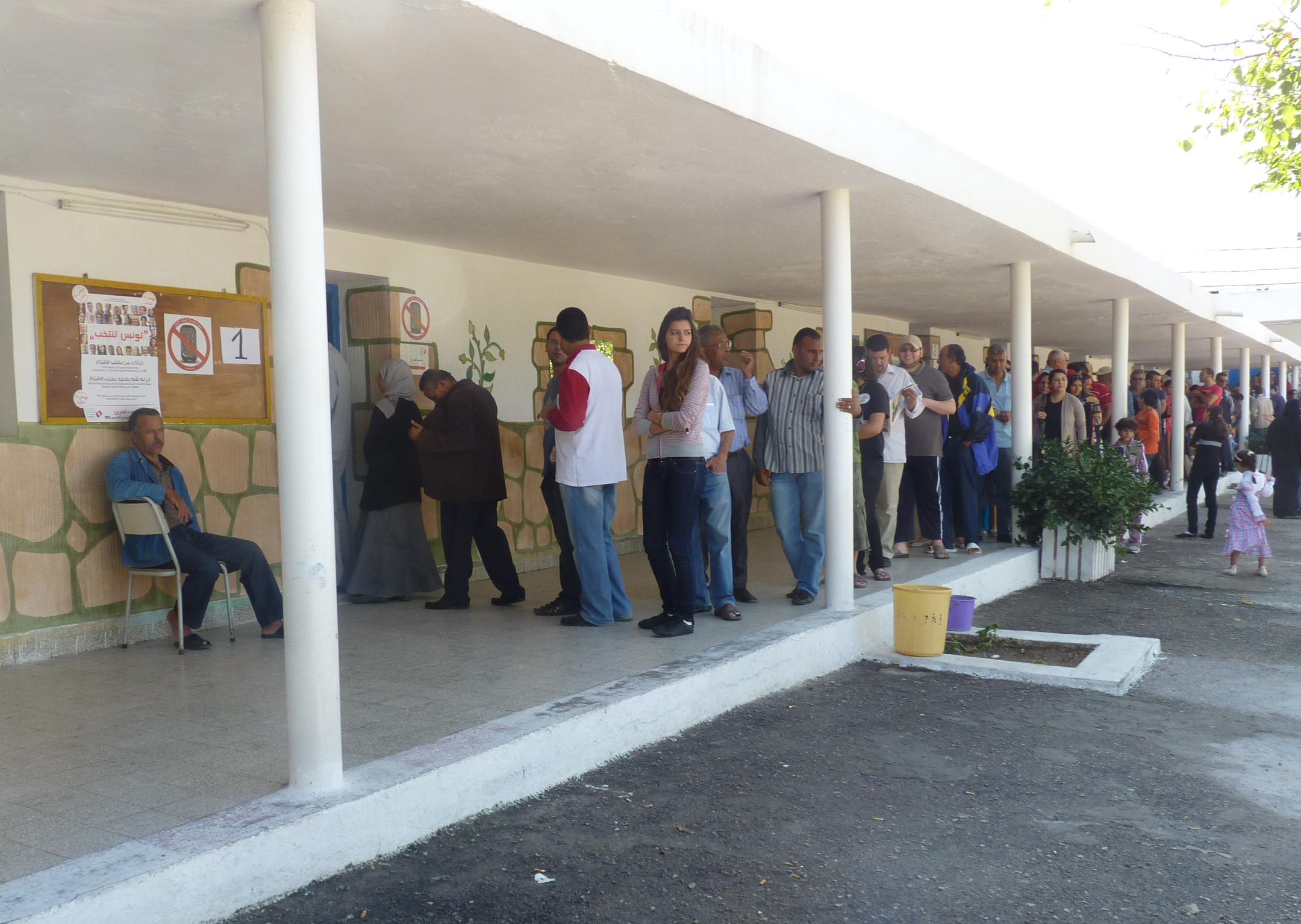
File d'attente devant un bureau de vote.

Au terme du processus d'inscriptions sur les listes électorales, 4 123 602 des 7 569 824 électeurs potentiels se sont enregistrés, soit 54,47 % du corps électoral. Le 23 octobre, jour du scrutin, 3 702 627 électeurs se rendent aux urnes ; le taux de participation serait proche de 50 %. Kamel Jendoubi, président de l'Instance supérieure indépendante pour les élections, annonce que les résultats seraient proclamés le 25 octobre 2011. Le 27 octobre, des résultats partiels portant sur la quasi-intégralité des circonscriptions sont annoncées : 19 listes de partis se répartissent 203 sièges, une liste de coalition cinq sièges et huit listes indépendantes les neuf sièges restants.
L'Isie annonce dans le même temps l'invalidation des listes de la Pétition populaire pour infraction à la réglementation régissant la campagne électorale, dans les circonscriptions de Tataouine, Sfax 1, Jendouba, Kasserine, Sidi Bouzid et France 2 avant que le Tribunal administratif ne tranche en faveur de la Pétition populaire le 8 novembre et ne lui réattribue sept de ses huit sièges perdus (sauf pour la circonscription France 2),.
Auparavant, des violences avaient éclaté à Sidi Bouzid, visant plus particulièrement le siège de la municipalité, un tribunal et le siège local d'Ennahdha ; le leaders de la Pétition populaire, Hechmi Hamdi, annonce dans le même temps le retrait de ses autres listes, avant de se rétracter en décidant de présenter des recours en vue de la réhabilitation de ses listes.
L'Isie prévient par ailleurs que les résultats définitifs ne seront pas publiés avant au moins deux semaines, du fait du grand nombre de recours en justice à prendre en compte avant la validation de tous les résultats. Elle les publie le 14 novembre.
Pour Riadh Sidaoui, la réussite d'Ennahdha s'explique par plusieurs facteurs dont une campagne bien financée, le désir des Tunisiens de punir ceux qui ont collaboré avec Ben Ali, la division de la gauche et une vague d'enthousiasme dans le monde arabe pour les partis islamistes.
Selon la politologue Barbara Loyer, le morcellement du vote tunisien aurait abouti à une absence de représentation de près d'un tiers des votants. De fait, seules 28 listes sur les 1 517 présentées obtiennent des sièges à l'assemblée constituante. Les 31,83 % de Tunisiens ayant voté pour des listes échouant à réunir suffisamment de suffrages pour l'obtention d'un siège se retrouvent ainsi inaudibles au sein de l'assemblée. Une fois pris en compte le faible taux de participation ne dépassant pas les 52 %, l'absence de représentation à l'assemblée constituante atteint de fait près de 65 % des inscrits.

## Résultats

### Résultats nationaux
|                           |                                          |           |       |        |  |  |  |  |  |
| Parti                     | Parti                                    | Voix      | %     | Sièges |  |  |  |  |  |
|                           | Ennahdha                                 | 1 501 320 | 37,04 | 89     |  |  |  |  |  |
|                           | Congrès pour la République               | 353 041   | 8,71  | 29     |  |  |  |  |  |
|                           | Pétition populaire                       | 273 362   | 6,74  | 26     |  |  |  |  |  |
|                           | Ettakatol                                | 284 989   | 7,03  | 20     |  |  |  |  |  |
|                           | Parti démocrate progressiste             | 159 826   | 3,94  | 16     |  |  |  |  |  |
|                           | L'Initiative                             | 129 120   | 3,19  | 5      |  |  |  |  |  |
|                           | Pôle démocratique moderniste             | 113 005   | 2,79  | 5      |  |  |  |  |  |
|                           | Afek Tounes                              | 76 488    | 1,89  | 4      |  |  |  |  |  |
|                           | Parti communiste des ouvriers de Tunisie | 63 652    | 1,57  | 3      |  |  |  |  |  |
|                           | Mouvement du peuple                      | 30 500    | 0,75  | 2      |  |  |  |  |  |
|                           | Mouvement des démocrates socialistes     | 22 830    | 0,56  | 2      |  |  |  |  |  |
|                           | Union patriotique libre                  | 51 665    | 1,26  | 1      |  |  |  |  |  |
|                           | Mouvement des patriotes démocrates       | 33 419    | 0,83  | 1      |  |  |  |  |  |
|                           | Parti libéral maghrébin                  | 19 201    | 0,47  | 1      |  |  |  |  |  |
|                           | Parti démocrate-social de la nation      | 15 534    | 0,38  | 1      |  |  |  |  |  |
|                           | Parti du Néo-Destour                     | 15 448    | 0,38  | 1      |  |  |  |  |  |
|                           | Parti de la lutte progressiste           | 9 978     | 0,25  | 1      |  |  |  |  |  |
|                           | Parti de l'équité et de l'égalité        | 7 621     | 0,19  | 1      |  |  |  |  |  |
|                           | Parti de la nation culturel et unioniste | 5 581     | 0,14  | 1      |  |  |  |  |  |
|                           | Indépendants                             | 62 293    | 1,54  | 8      |  |  |  |  |  |
|                           | Autres listes                            | 1 290 293 | 31,83 | 0      |  |  |  |  |  |
|                           |                                          |           |       |        |  |  |  |  |  |
| Suffrages exprimés        | Suffrages exprimés                       | 4 053 148 | 94,06 |        |  |  |  |  |  |
| Votes blancs et invalides | Votes blancs et invalides                | 255 740   | 5,94  |        |  |  |  |  |  |
| Total                     | Total                                    | 4 308 888 | 100   | 217    |  |  |  |  |  |
| Abstentions               | Abstentions                              | 3 981 036 | 48,03 |        |  |  |  |  |  |
| Inscrits / participation  | Inscrits / participation                 | 8 289 924 | 51,97 |        |  |  |  |  |  |

### Résultats par circonscription
| Circonscription                                              | Parti    | Parti | Parti    | Parti     | Parti | Parti | Parti        | Parti | Parti | Parti | Parti | Parti             | Parti        | Total des sièges |
| ------------------------------------------------------------ | -------- | ----- | -------- | --------- | ----- | ----- | ------------ | ----- | ----- | ----- | ----- | ----------------- | ------------ | ---------------- |
| Circonscription                                              | Ennahdha | CPR   | Pétition | Ettakatol | PDP   | PDM   | L'Initiative | Afek  | PCOT  | MDS   | MP    | Partis à un siège | Indépendants | Total des sièges |
| Circonscription                                              |          |       |          |           |       |       |              |       |       |       |       | Partis à un siège | Indépendants | Total des sièges |
| Total                                                        | 89       | 29    | 26       | 20        | 16    | 5     | 5            | 4     | 3     | 2     | 2     | 8                 | 8            | 217              |
| Ariana                                                       | 3        | 1     | -        | 1         | 1     | 1     | -            | -     | -     | -     | -     | PLM               | -            | 8                |
| Béja                                                         | 2        | 1     | 1        | 1         | 1     | -     | -            | -     | -     | -     | -     | -                 | -            | 6                |
| Ben Arous                                                    | 4        | 1     | -        | 2         | 1     | 1     | -            | -     | -     | -     | -     | PDSN              | -            | 10               |
| Bizerte                                                      | 4        | 1     | 1        | 1         | 1     | -     | -            | -     | -     | -     | 1     | -                 | -            | 9                |
| Gabès                                                        | 4        | 1     | 1        | -         | -     | -     | -            | -     | -     | -     | -     | -                 | 1            | 7                |
| Gafsa                                                        | 3        | 1     | 1        | -         | 1     | -     | -            | -     | -     | -     | -     | -                 | 1            | 7                |
| Jendouba                                                     | 2        | 1     | 1        | 1         | 1     | -     | -            | -     | -     | -     | -     | MOUPAD            | 1            | 8                |
| Kairouan                                                     | 4        | 1     | 2        | 1         | -     | -     | -            | -     | 1     | -     | -     | -                 | -            | 9                |
| Kasserine                                                    | 3        | 1     | 1        | -         | 1     | -     | -            | -     | -     | 1     | -     | -                 | 1            | 8                |
| Kébili                                                       | 2        | 2     | 1        | -         | -     | -     | -            | -     | -     | -     | -     | -                 | -            | 5                |
| La Manouba                                                   | 2        | 1     | 1        | 1         | -     | -     | -            | -     | -     | -     | -     | -                 | 1            | 6                |
| Le Kef                                                       | 3        | 1     | 1        | -         | -     | -     | 1            | 1     | -     | -     | -     | PEE               | -            | 8                |
| Mahdia                                                       | 3        | 1     | 1        | 1         | -     | -     | -            | -     | -     | -     | -     | PND               | -            | 7                |
| Médenine                                                     | 5        | 1     | 1        | -         | 1     | -     | -            | 1     | -     | -     | -     | -                 | -            | 9                |
| Monastir                                                     | 3        | 1     | 1        | 1         | -     | -     | 2            | -     | -     | -     | -     | PNCU              | -            | 9                |
| Nabeul 1                                                     | 2        | 1     | 1        | 1         | 1     | -     | -            | 1     | -     | -     | -     | -                 | -            | 7                |
| Nabeul 2                                                     | 2        | 1     | 1        | 1         | 1     | -     | -            | -     | -     | -     | -     | -                 | -            | 6                |
| Sfax 1                                                       | 3        | 1     | 1        | 1         | -     | -     | -            | -     | 1     | -     | -     | -                 | -            | 7                |
| Sfax 2                                                       | 4        | 1     | 1        | 1         | -     | -     | -            | 1     | -     | -     | -     | -                 | 1            | 9                |
| Sidi Bouzid                                                  | 2        | -     | 3        | -         | -     | -     | -            | -     | -     | 1     | 1     | -                 | 1            | 8                |
| Siliana                                                      | 2        | -     | 1        | -         | 1     | -     | -            | -     | 1     | -     | -     | UPL               | -            | 6                |
| Sousse                                                       | 4        | 1     | 1        | 1         | 1     | -     | 2            | -     | -     | -     | -     | -                 | -            | 10               |
| Tataouine                                                    | 3        | -     | 1        | -         | -     | -     | -            | -     | -     | -     | -     | -                 | -            | 4                |
| Tozeur                                                       | 2        | 1     | -        | -         | -     | -     | -            | -     | -     | -     | -     | -                 | 1            | 4                |
| Tunis 1                                                      | 4        | 1     | -        | 1         | 1     | 1     | -            | -     | -     | -     | -     | PLP               | -            | 9                |
| Tunis 2                                                      | 3        | 1     | -        | 2         | 1     | 1     | -            | -     | -     | -     | -     | -                 | -            | 8                |
| Zaghouan                                                     | 2        | 1     | 1        | -         | 1     | -     | -            | -     | -     | -     | -     | -                 | -            | 5                |
| France 1                                                     | 2        | 1     | -        | 1         | -     | 1     | -            | -     | -     | -     | -     | -                 | -            | 5                |
| France 2                                                     | 2        | 1     | -        | 1         | 1     | -     | -            | -     | -     | -     | -     | -                 | -            | 5                |
| Italie                                                       | 2        | -     | 1        | -         | -     | -     | -            | -     | -     | -     | -     | -                 | -            | 3                |
| Allemagne                                                    | 1        | -     | -        | -         | -     | -     | -            | -     | -     | -     | -     | -                 | -            | 1                |
| Amériques et reste de l'Europe                               | 1        | 1     | -        | -         | -     | -     | -            | -     | -     | -     | -     | -                 | -            | 2                |
| Pays arabes et autres                                        | 1        | 1     | -        | -         | -     | -     | -            | -     | -     | -     | -     | -                 | -            | 2                |
| Total                                                        | 89       | 29    | 26       | 20        | 16    | 5     | 5            | 4     | 3     | 2     | 2     | 8                 | 8            | 217              |
| Source : Instance supérieure indépendante pour les élections |          |       |          |           |       |       |              |       |       |       |       |                   |              |                  |

## Conséquences
À la suite de l'annonce des résultats, Ennahdha annonce la candidature de son secrétaire général, Hamadi Jebali, au poste de chef du gouvernement, tout en indiquant être prêt à soutenir le candidat d'un autre parti pour la présidence de la République ; les noms de Mustapha Ben Jaafar (Ettakatol), Moncef Marzouki (Congrès pour la République) et Béji Caïd Essebsi (Premier ministre sortant) sont cités comme candidats potentiels.
Le 28 octobre, Ennahdha annonce que le gouvernement pourrait être formé dans les dix jours, Jebali précisant que des discussions étaient en cours sur la formation d'un gouvernement de coalition ayant pour priorité la relance de l'économie nationale. Ghannouchi confirme également l'intention du parti de rédiger une Constitution en un an.
L'Assemblée constituante doit normalement adopter une nouvelle Constitution dans un délai d'un an suivant son élection. Un avant-projet est publié début 2013.
Toutefois, les articles de la Constitution ne sont débattus un à un en séance plénière qu'en décembre 2013 et janvier 2014, dans le cadre de débats houleux qui en ont retardé l'examen. Le texte final est adopté le 26 janvier 2014 par l'Assemblée constituante avec 200 voix pour, douze contre et quatre abstentions. Le lendemain, le texte est signé par le président de la République, Moncef Marzouki, le président de l'Assemblée constituante, Mustapha Ben Jaafar, et le chef du gouvernement, Ali Larayedh, au cours d'une cérémonie au siège de l'Assemblée.
Cette Constitution est le fruit d'un compromis entre le parti islamiste Ennahdha (à la tête du gouvernement) et les forces de l'opposition. Apeuré par le coup d'État militaire en Égypte qui a entraîné la chute du président Mohamed Morsi, issu des Frères musulmans, et soumis à la pression de la Ligue tunisienne des droits de l'homme, de l'ordre des avocats et des syndicats, Ennahdha accepte de s'engager dans un dialogue réel avec les forces de l'opposition à partir de la fin du mois de septembre 2013.
Fruit du compromis entre ceux qui souhaitent un régime parlementaire classique et ceux qui demandent plutôt un régime semi-présidentiel plus favorable au chef de l'État, le pouvoir exécutif y est partagé entre le président de la République et le chef du gouvernement. La Constitution accorde une reconnaissance limitée à l'islam. Par ailleurs, pour la première fois dans l'histoire juridique du monde arabe, un objectif de parité des sexes dans les assemblées élues est inscrit dans la loi fondamentale du pays.